# Sbor dobrovolných hasičů Rakvice
SDH Rakvice je sbor dobrovolných hasičů v obci Rakvice. Založen byl v roce 1885 a řadí se tak mezi nejstarší sbory na Moravě. V obci Rakvice je nejstarším spolkem, který stále nepřetržitě pracuje. Za celou dobu trvání se vystřídala celá řada generací, které bez rozdílu měly snahu vždy pomáhat spoluobčanům a rozvíjet i osvětovou činnost v obci. Dobrovolný hasičský sbor procházel období radostná, kdy se práce dařila, ale potýkal se i s překážkami a obtížemi. Vždy se našlo několik nadšenců, kteří dokázali získat další členy a společným úsilím překonat problémy a dovést sbor k dnešnímu postavení.

## Historie

### Vznik
Na jaře roku 1885 se v obci Rakvice objevila myšlenka zřídit spolek hasičů, ale až po třech velkých požárech téhož roku obec zřídila peněžitou sbírku, která vynesla 97 zlatých. Z této sbírky a z doplatku obce byla zakoupena ruční stříkačka od firmy Smékal a Syn v Praze v hodnotě 650 zlatých. První schůze výboru Dobrovolné jednoty hasičské v Rakvicích se konala 16.12.1885 a prvním náčelníkem (velitelem) byl zvolen Josef Krčka. Nově založený sbor neměl žádné zkušenosti, a proto byl najat cvičitel hasičských sboru Heřman Braš, který během října 1886 provedl výcvik za 25 zlatých.

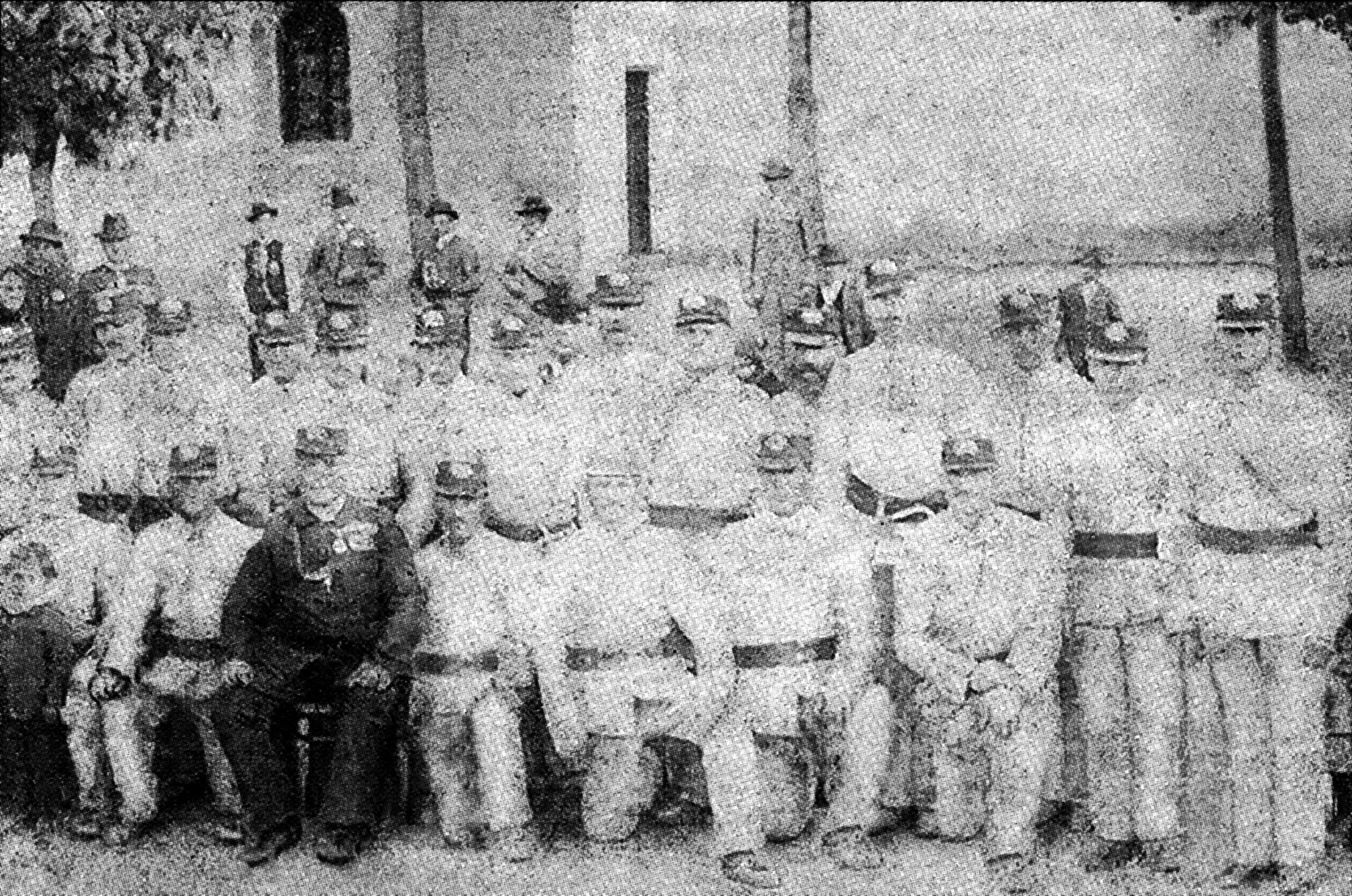
Sbor dobrovolných hasičů Rakvice v roce 1898

### Seznam starostů (předsedů) sborů
- 1885–1888 — Jakub Hrdina
- 1889–1891 — Josef Průdek
- 1892–1897 — Václav Průdek
- 1898–1900 — Fabián Filípek
- 1901–1908 — Martin Obhlídal
- 1909–1920 — Josef Krčka
- 1921–1923 — Tomáš Horáček
- 1923–1930 — Josef Suchyňa
- 1931–1933 — Jan Veverka
- 1934–1949 — Václav Kamenský
- 1950–1952 — Josef Böhm
- 1953–1954 — Václav Hégr
- 1955–1957 — František Filípek st.
- 1958–1968 — Dobroslav Krůza
- 1969–1981 — Miroslav Peš
- 1982–1984 — Jaroslav Tesárek
- 1985–1987 — Miroslav Peš
- 1988–1996 — ing. Petr Krčka
- 1997–1999 — Pavel Jáchymek
- 2000–2011 — Jaroslav Konečný st.
- 2012 – současnost — Josef Ivičič

## Jednotka
Jednotka sboru dobrovolných hasičů obce Rakvice je zařazena do integrovaného záchranného systému jako JPO III a v současnosti má 16 členů. Velitelem jednotky byl jmenován Jaroslav Konečný mladší.

### Technika
Jednotka má v současnosti k dispozici mimo jiné tuto techniku:
- CAS 20 – Tatra 815 4x4.2 Terrno
- CAS 32 – Tatra 815 6x6
- DA – Fiat Ducato
- TA – Nissan Navara
- Člun Adventure M-470